# Банфе (Бад-Ласфе)
Банфе (нем. Banfe) — отдельный населённый пункт в пределах города Бад-Ласфе (Северный Рейн-Вестфалия, Германия).

## География

### Положение

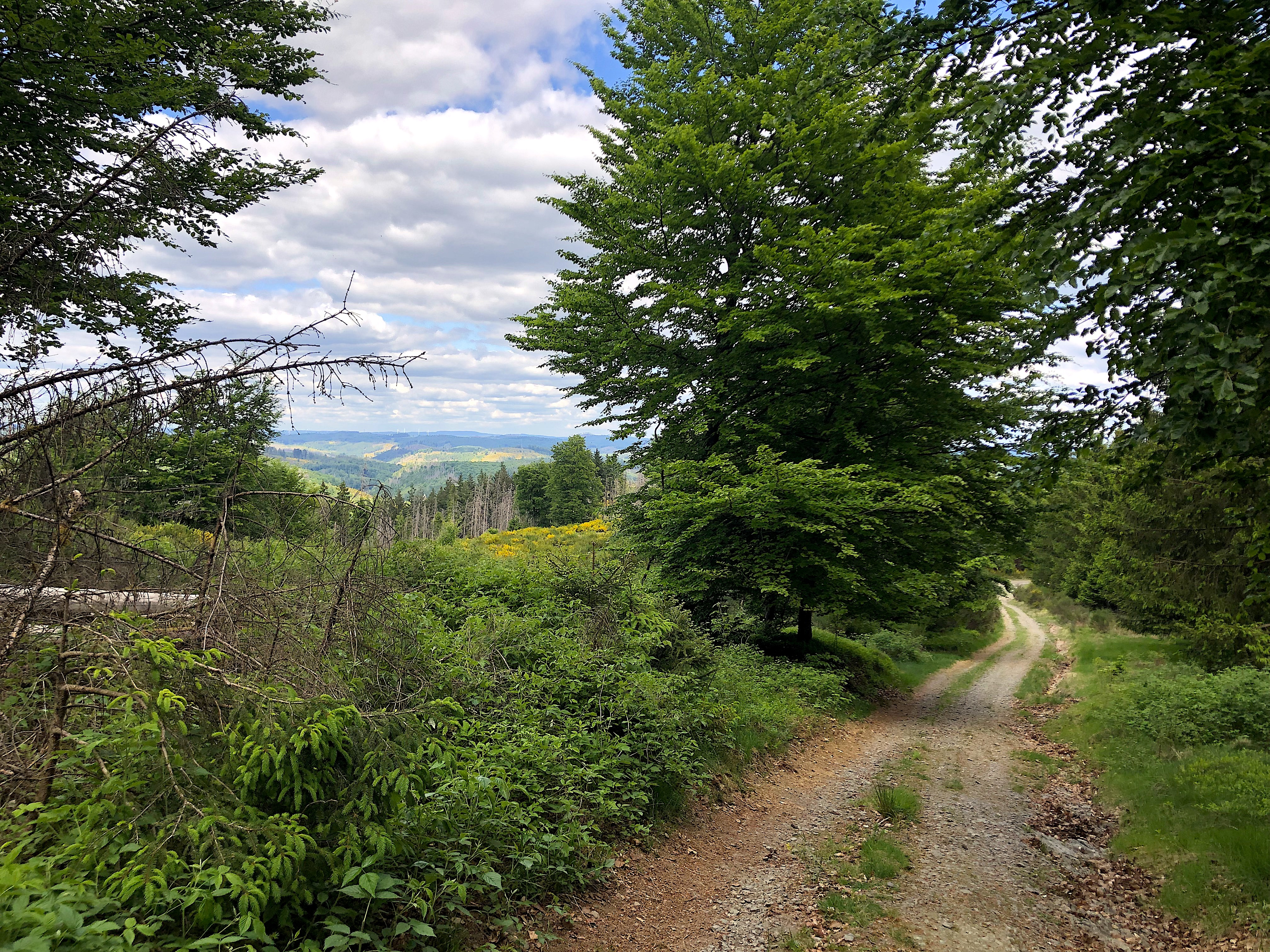
Природа окрестностей Банфе

Банфе расположен в южной части региона Виттгенштайн, примерно в 4,5 км к западу-юго-западу от центра города Бад-Ласфе. Соседние населённые пункты, начиная с севера и по часовой стрелке: Гербертсхаузен, Ласферхютте, Бад-Ласфе, Хессельбах и Бернсхаузен. Поселение окружено на востоке горами Вартхольц, Катцен и Хазенкопф, на юго-востоке — горами Кляйнер и Гроссер-Алертсберг, а на западе — горой Интальберг. Через населённый пункт протекает река Банфе, в которую в центральной части впадают ручьи Ауэрбах, Годельсбах и Иммензайфен.

### Подчинённые населённые пункты
К Банфе относятся:
- Хайлигенборн — хутор на автодороге районного значения K17, вблизи широко известного источника Ильзе, примерно в 5,6 км к юго-западу от Банфе
- Линденфельд — небольшое поселение, состоящее из 5-ти крестьянских усадьб, на дороге K17, примерно в 2,5 км к юго-западу от Банфе.

### Гемаркунг Банфе
Территория гемаркунга Банфе исторически сформирована из 18 флюров и 1225 земельных участков, средняя величина которых составляет примерно 0,7 га. Большая часть флюров занята горными лесами. Территория гемаркунга не совпадает с административными границами поселения Банфе, поскольку поселение Хайлигенборн образует свой самостоятельный одноимённый гемаркунг.

## История

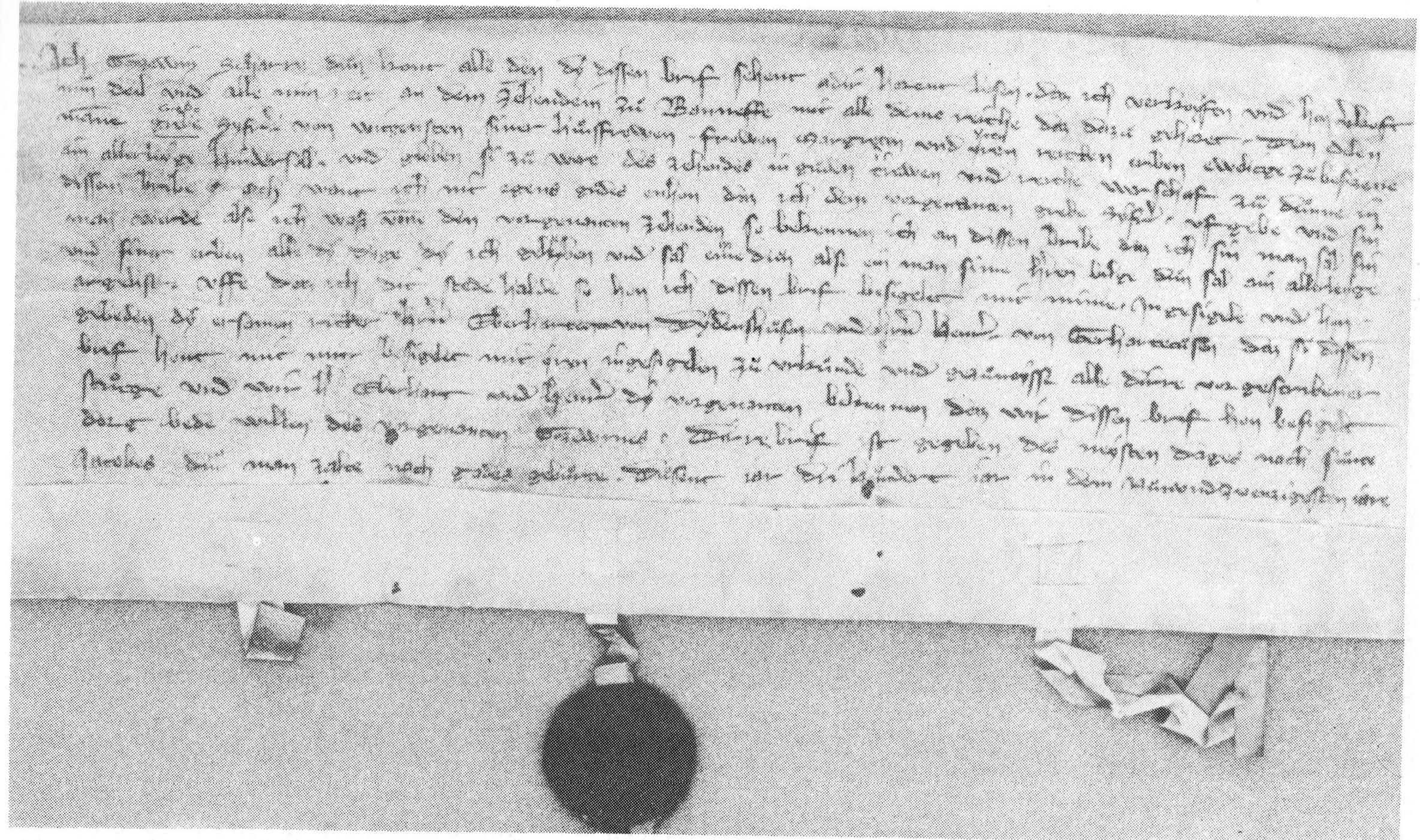
Первое документ о Банфе 1329 года

Банфе впервые упоминается в документе 1329 года. Местные историки сходятся во мнении, что Банфе старше указанной даты и даже является одним из старейших поселений в бывшем районе Виттгенштайн. Название Банфе происходит от кельтского языка и означает «вода смерти». Многочисленные археологические находки, такие как каменный топор из «Вахтеля» (лесной массив в Банфе), а также фрагменты горшков и мисок из ручья Ауэрбах, протекающего через деревню, также указывают на раннее историческое поселение. Найденные фрагменты считаются доказательством того, что Банфе был заселен уже 4000–2000 лет назад.
16 апреля 1793 года в поселении случился катастрофический пожар, уничтоживщий 70 домов и оставивший без крова 280 жителей. До сих пор на многих старых зданиях  существуют надписи, что они построены после 1793 года.
До 1806 года Банфе входил в состав графства Сайн-Витгенштейн-Хоэнштайн. С 1806 по 1816 год он входил в состав Гессен-Дармштадта, а с 1816 года — в прусскую провинцию Вестфалия.
До 1844 года Банфе был административным центром для Банфе, Гербертсхаузена и Хайлигенборна. С 1845 года в недавно основанный амт Банфе вошли эти деревни, а также Фишельбах, Хессельбах, Бернсхаузен, Зассманнсхаузен, Бермерсхаузен, Хольцхаузен, Пудербах, Нидерласфе и Кунст Виттгенштайн.
С момента вступления в силу Закона Зауэрланд/Падерборн 1 января 1975 года, бывший муниципалитет Банфе вошёл в состав города Бад-Ласфе района Зиген-Витгенштейн.
В 1979 году поселение праздновало своё 650-летие.

## Религия

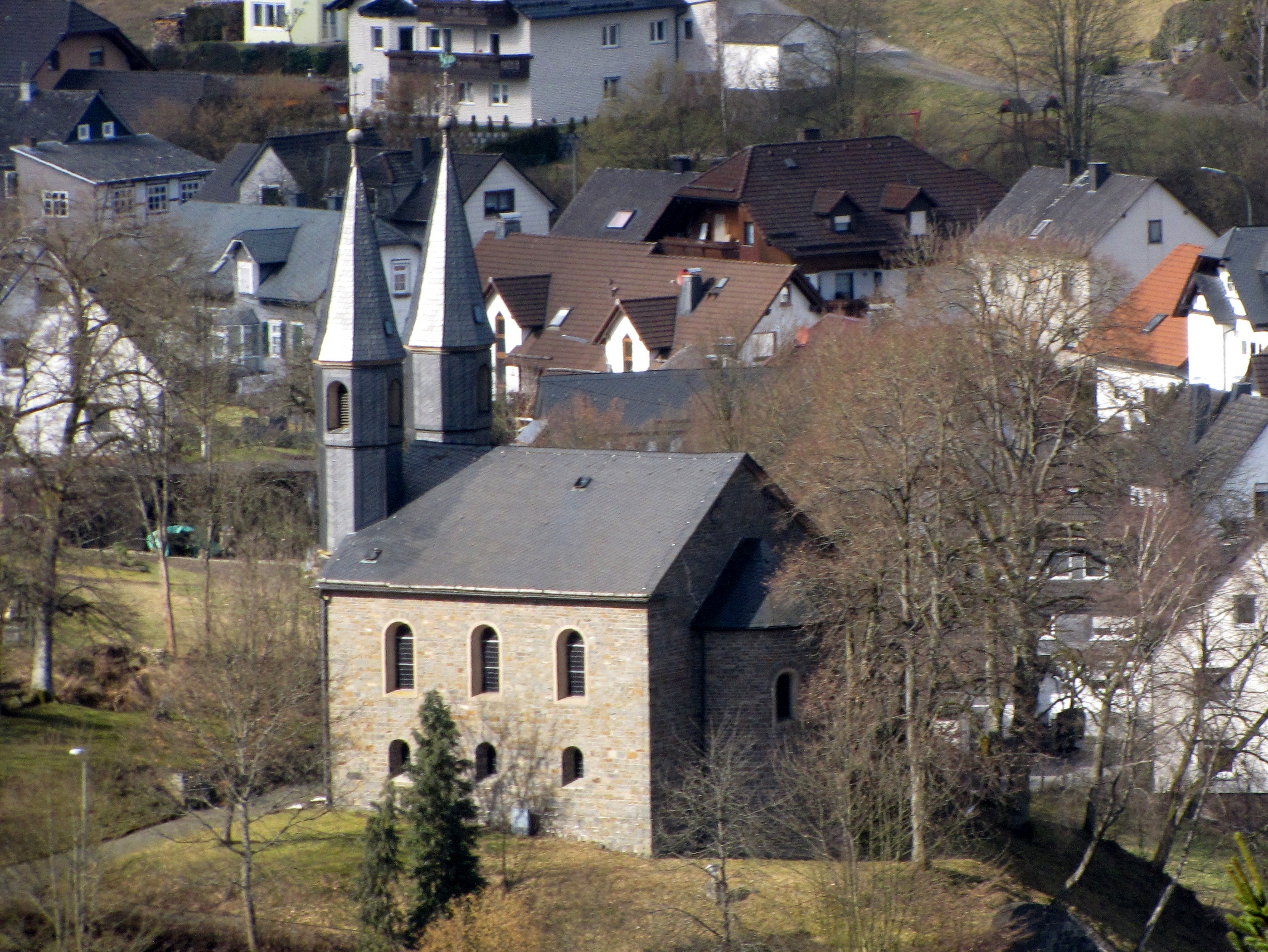
Евангелическая церковь Банфе

Католическая часовня в Банфе впервые упоминается в документе 1492 года. Она была построена на небольшом холме между рекой Банфе и ручьём Годельсбах. В последующие годы она была перестроена в церковь.
В годы реформации церковь была преобразована в протестантскую. На Пасху 1872 года произошло её частичное обрушение, что привело к прекращению служб. Строительство нынешней церкви началось в 1876 году. Оно было завершено в 1877 году и открытие с освящением состоялось 18 декабря 1877 года. В бывшем церковном округе Виттгенштайн это единственная церковь с двумя башнями («Банферский собор»). Эти две башни на западной стороне здания имеют высоту 26,05 м.

## Культура и достопримечательности

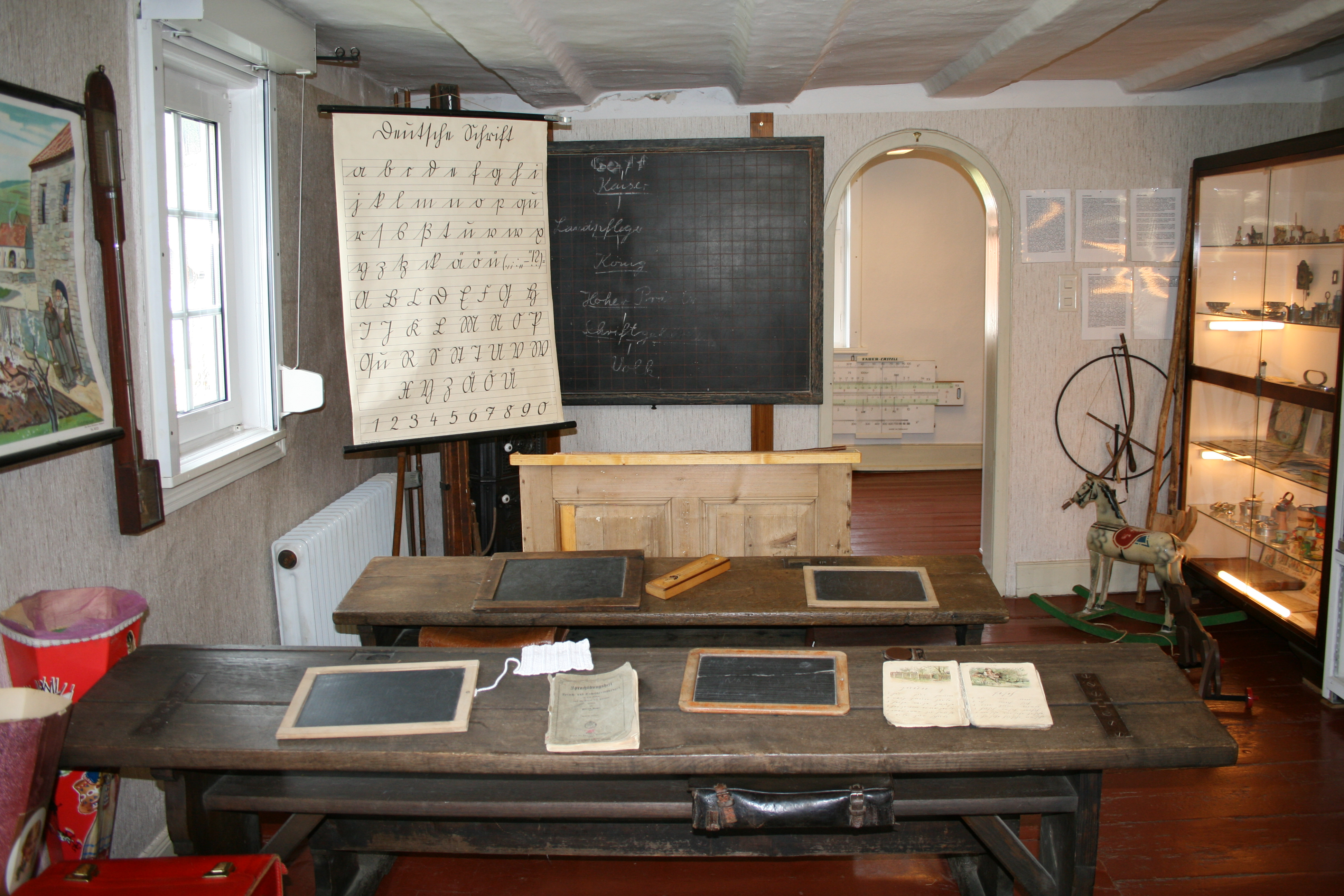
В краеведческом музее Банфе

В Банфе работают детский сад и начальная школа. Здание школы было построено в 1904 году. Краеведческий музей Банфеталя был основан в 1965 году.
В жизни деревни большое значение имеют клубы по интересам, в том числе «Друзья походов и краеведения долины Банфе», который, помимо организации популярных походов, также отвечает за сохранение окружающей среды и ландшафта. Кроме того, активно работают футбольный клуб, мужской хоровой коллектив, женский хор Банфе, коллектив бара "Zur Post"(Гимнастико-спортивный клуб Банфе), «маршевый барабанно-флейтовый оркестр долины Банфе» и др.
В Банфе построено современное спортивное поле с искусственным покрытием.
Три исторических здания Банфе включены в список памятников архитектуры города Бад-Ласфе.

## Экономика

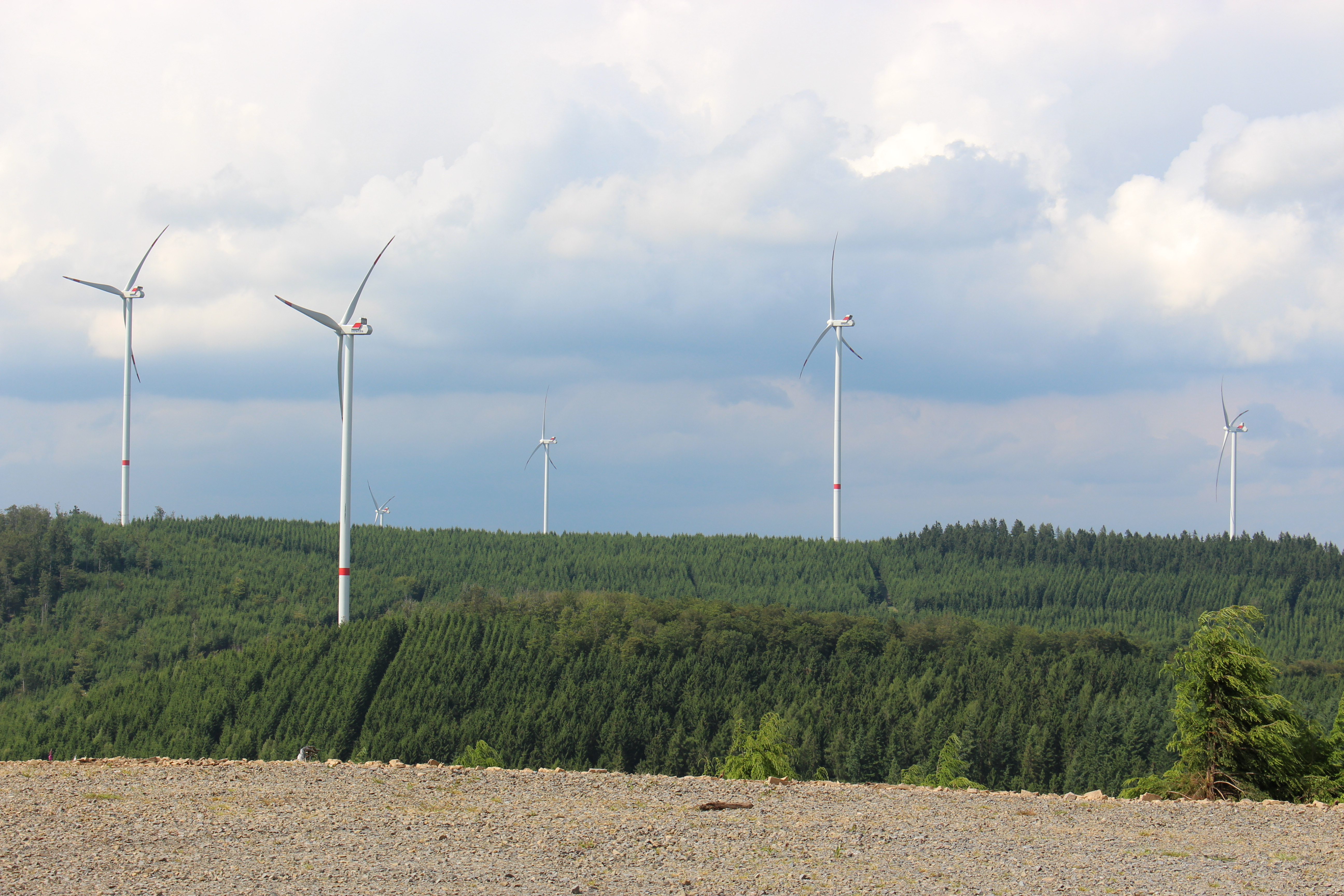
Ветровая электростанция Хессельбах

В 1898 году в Банфе был введен в эксплуатацию водопровод. Электрификация села началась в 1921 году.
Население Банфе занято на различных объектах города Бад-Ласфе, но некоторые семьи по-прежнему занимаются сельским хозяйством в качестве побочной деятельности. Непослердствнно в поселение до 2021 года размещался филиал компании «Walter Klein Wuppertal», занимавшийся изготовление автомобильных запчастей.
С 2013 года в районе Банфе располагается часть ветряной электростанции Хессельбах с восемью ветряными турбинами Vestas V112 общей мощностью 18 МВт. Строительство новых ветрогенераторов продолжается.
Поселение расположен на автодороге земельного значения L718, которая соединяется с дорогой федерального значения B62 в нескольких километрах к востоку в Бад-Ласфе. Кроме того, в Банфе начинается дорога районного значения K17, ведущая в Фойдинген и Хайлигенборн. Поселение связано прямым автобусным сообщением как с Бад-Ласфе, так и с поселением Мандельн (коммуна Дицхёльцталь) в земле Гессен.